# Portret markizy Bermúdez

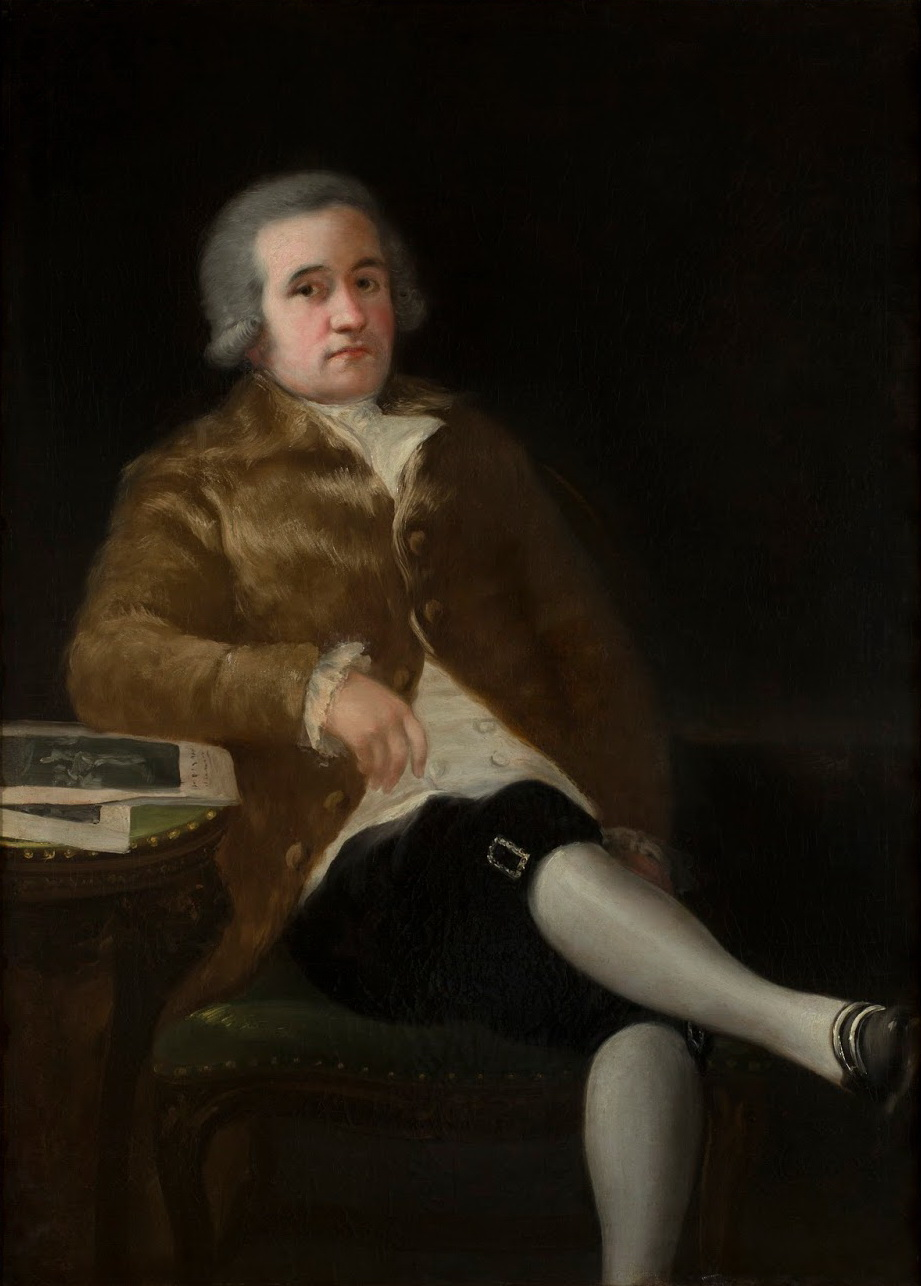
Portret Juana Agustína Ceána Bermúdeza, Goya

Portret markizy Bermúdez (hiszp. Señora Bermúdez lub Manuela Camas y de las Heras) – obraz hiszpańskiego malarza Francisca Goi. Należy do zbiorów Muzeum Sztuk Pięknych w Budapeszcie.

## Okoliczności powstania
Klienci Goi często zamawiali podwójne portrety przedstawiające na oddzielnych płótnach zwróconych ku sobie małżonków. W 1786 roku z okazji ślubu przyjaciela Goi pisarza Ceana Bermudeza i Manueli Camas powstały dwa tego typu portrety. Manuela Camas, podobnie jak Goya, pochodziła z Aragonii, z okolic Saragossy. Z tego powodu nosiła przydomek „La aragonesa”. Na obu portretach postaci siedzą na wyściełanych zielonym materiałem krzesłach, przedstawione na tle o podobnych tonach.
Jako portrecista Goya słynął ze swojej bezkompromisowości w portretowaniu postaci. Nie schlebiał swoim modelom, nie upiększał, lecz wydobywał ich najbardziej charakterystyczne cechy. Przykładem jest Rodzina Karola IV, wizerunki księżnej Alby, a także powstały pod koniec lat dziewięćdziesiątych XVIII wieku Portret markizy Bermúdez. 

## Opis obrazu
Przedstawiona na obrazie młoda kobieta ma przeciętne, lecz łagodne rysy; patrzy pytająco na widza. Na jej strój w stylu francuskim składa się oryginalna, zielona suknia ozdobiona dużą kokardą na piersi i delikatnym, koronkowym wykończeniem rękawów. Nosi pudrowaną perukę oraz efektowny kapelusz z kwiatami, wstążkami i piórami. Dłonie opiera na hafciarskim przyborniku z czerwonego aksamitu, na którym widać rozpoczęty haft. W prawej dłoni delikatnie trzyma igłę. Na małym palcu lewej dłoni widać kameę oprawioną złotem, również na bransolecie znajduje się miniaturowy wizerunek mężczyzny.
Dzięki zieleni i plamom czerwieni malarz nie tylko skontrastował ciemną tonacje tła, ale i nadał przejrzystą świetlistość koronkom przy sukni, szalowi i kwiecistemu nakryciu głowy. Obraz jest jednym z najbardziej rokokowych portretów jakie namalował Goya, a stylistycznie przypomina Portret hrabiny Benavente z 1785 roku.

## Proweniencja
Obraz przez wiele lat znajdował się w kolekcji markiza de Casa Torres w Madrycie. W 1908 roku został kupiony od wiedeńskiego marszanda Miethke i znajduje się w Muzeum Sztuk Pięknych w Budapeszcie.